# Chiara Gazzoli
Chiara Gazzoli (* 21. August 1978 in Cernusco sul Naviglio) ist eine ehemalige italienische Fußballspielerin.

## Karriere
Gazzoli kam als Mittelfeldspielerin von 2001 bis 2004 für den Foroni Verona FC, in der Saison 2004/05 für SEF Torres 1903 in der
Serie A, der höchsten Spielklasse im italienischen Frauenfußball, zu Punktspielen. Am Saisonende 2002/02 und 2003/04 gewann sie mit Foroni Verona FC die ersten beiden Meisterschaften in der Geschichte des Vereins.
Für die A-Nationalmannschaft kam sie von 2000 bis 2004 in fünf in Freundschaft ausgetragenen Länderspielen zum Einsatz. Sie nahm mit der Mannschaft an der Europameisterschaft 2005 in England teil und wurde im ersten Spiel
der Gruppe B bei der 1:3-Niederlage gegen die Nationalmannschaft Frankreichs eingesetzt.

## Erfolge
- Italienischer Meister 2003, 2004